# Maciej Wielicki
Maciej Wielicki herbu Junosza (ur. ?, zm. 28 listopada 1585) – polski duchowny rzymskokatolicki, biskup pomocniczy kujawsko-pomorski, dziekan i oficjał włocławski, kanonik sandomierski, kruszwicki i pułtuski, dominikanin.

## Życiorys
23 stycznia 1581 papież Grzegorz XIII prekonizował go biskupem pomocniczym kujawsko-pomorskim oraz biskupem in partibus infidelium margaryteńskim. Sakry biskupiej udzielił mu biskup Stanisław Karnkowski.
Pochowany w katedrze Wniebowzięcia NMP we Włocławku.